# Andrée De Jongh
Pour les articles homonymes, voir Andrée et De Jongh.
Andrée Eugénie Adrienne De Jongh, « Dédée » ou « le petit cyclone », née le 30 novembre 1916 à Schaerbeek en Belgique et morte le 13 octobre 2007 aux cliniques universitaires Saint-Luc à Woluwe-Saint-Lambert est une résistante belge de la Seconde Guerre mondiale qui créa, avec Arnold Deppé et Henri Debliqui, et dirigea le plus grand réseau d'exfiltration d'aviateurs alliés en Europe de l'Ouest occupée par les Nazis, le réseau Comète.
Arrêtée en 1943, elle connaît la déportation dans les camps de concentration de Ravensbrück puis de Mauthausen, d'où elle est libérée en avril 1945.
Après la guerre, elle fait des études d'infirmière et s'investit dans le combat contre la lèpre dans plusieurs pays d'Afrique. Retraitée en 1981, elle rentre alors en Belgique.
Récipiendaire de nombreuses distinctions belges et étrangères, dont la médaille de George britannique et la Légion d'honneur française, elle est anoblie en 1985 et devient la comtesse Andrée De Jongh.

## Biographie

### Jeunesse

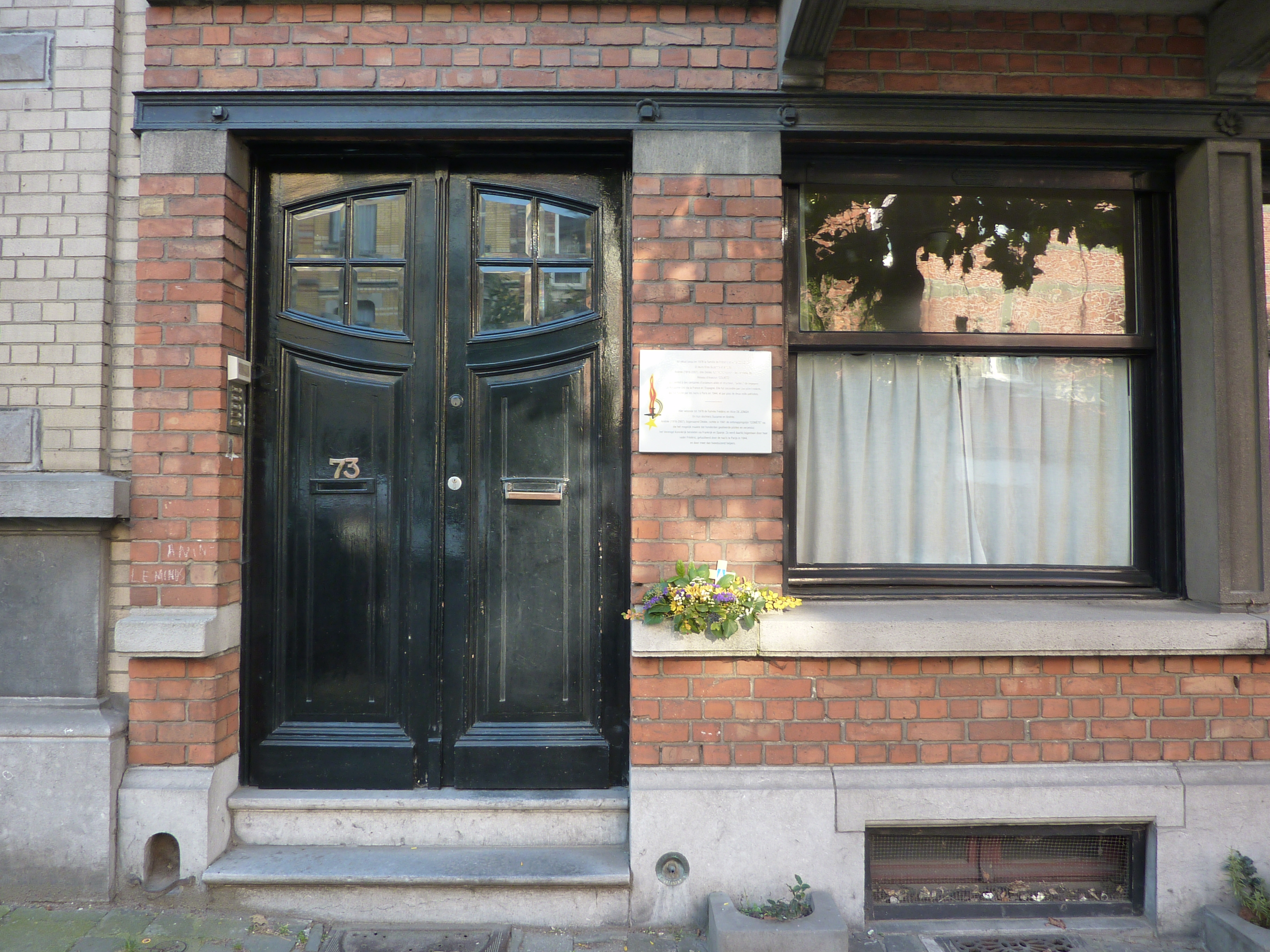
La Maison d'Andrée De Jongh à Schaerbeek.

Andrée de Jongh est née le 30 novembre 1916 à Schaerbeek, son père, Frédéric De Jongh est instituteur, il avait épousé en 1913, Alice Decarpentrie. Andrée a une sœur ainée, Suzanne, née en 1915. La famille habite au no 73 de l'avenue Émile Verhaeren à Schaerbeek,.
À l'aube de la Seconde Guerre mondiale, Frédéric De Jongh est alors directeur de l'école primaire no 8 de la rue Gaucheret. C'est un fervent admirateur d'Edith Cavell, de Gabrielle Petit et du Père Damien ; il transmet cette admiration à sa fille, qui n'a plus qu'un rêve, celui de devenir infirmière. Cependant, douée pour le dessin, elle entreprend des études d'arts décoratifs, tout en suivant des cours du soir à la Croix-Rouge de Belgique pour devenir ambulancière. Les études terminées, elle obtient un emploi de dessinatrice publicitaire auprès du siège malmédien de la société Sofina.

### Seconde Guerre mondiale

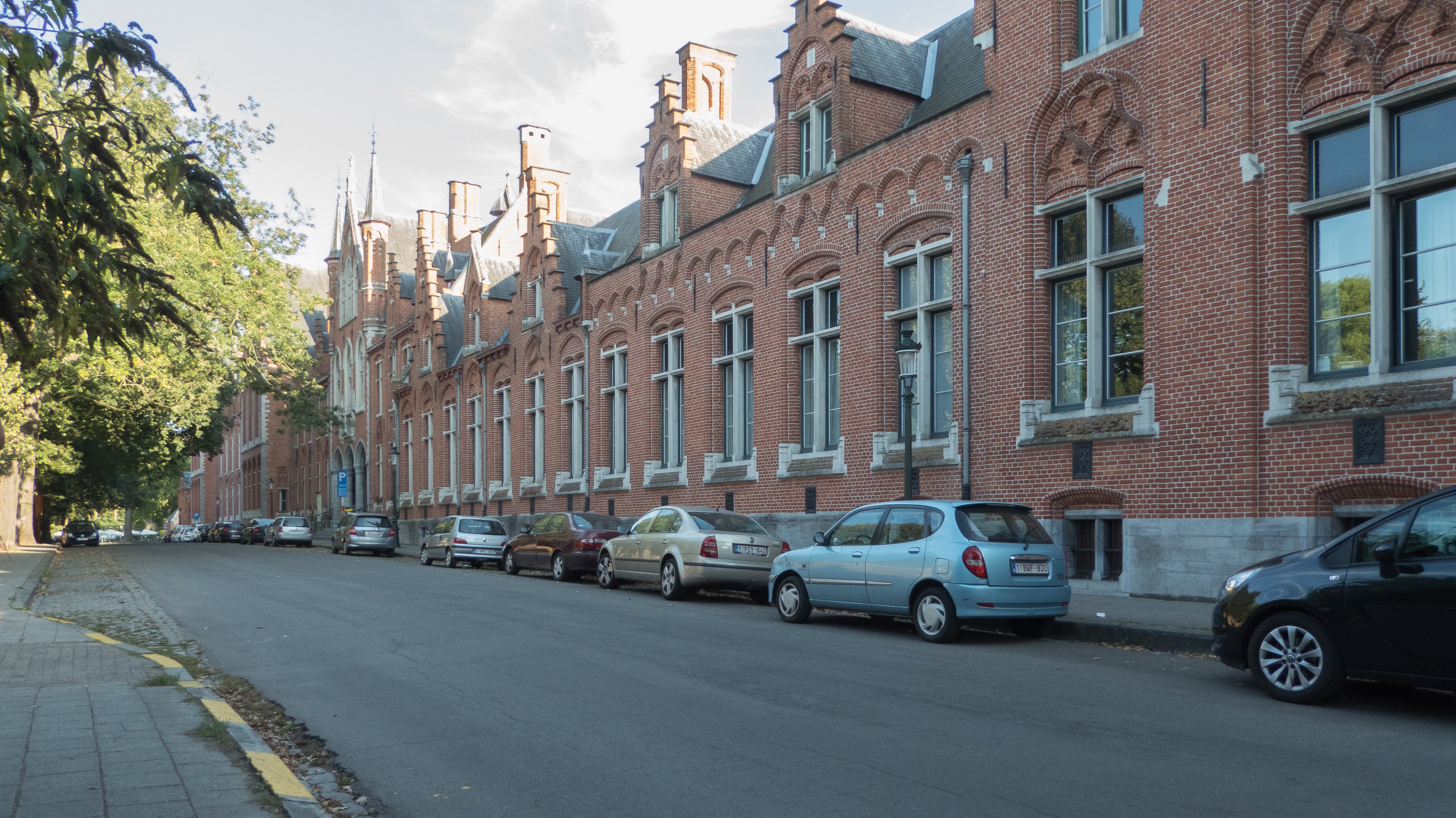
La clinique Minnewater, annexe de L'hôpital Saint-Jean de Bruges.

Lors de l'invasion de la Belgique par les troupes allemandes en 1940, elle quitte son travail à Malmedy et, ayant marqué sa disponibilité auprès de la Croix-Rouge, est affectée à Bruges à la clinique du "Minnewater" (Lac d'Amour), succursale de l'hôpital Saint-Jean, où elle soigne des soldats britanniques et également des Allemands. Irritée à l'idée que la remise sur pied de ces soldats alliés n'est prévue que pour mieux les déporter dans des camps de prisonniers, elle organise de discrètes évasions de patients. Son travail à Bruges prenant fin, elle revient à Bruxelles chez ses parents.

#### Nécessité d'une filière d'évasion
Andrée De Jongh s'investit alors pleinement dans la résistance avec Henri Debliqui ; elle déniche des vêtements civils et du ravitaillement pour les soldats alliés cachés dans des familles bruxelloises. C'est ainsi qu'elle rencontre pour la première fois, en mars 1941, Elsie Maréchal-Bell et son mari Georges, qui lui font un accueil chaleureux. Le 4 avril 1941, Andrée De Jongh leur confie un premier pensionnaire, un soldat belgo-polonais qui, trépané, déraisonne. En ce début avril également, son ami, Henri Debliqui lui présente son cousin, Arnold Deppé, qui s'est évadé d'un camp de prisonniers en Allemagne. Le 8 avril 1941, ils sont tous trois réunis pour une réunion clandestine. Ils décident de mettre en place une filière d'évasion passant non pas par la Manche, le Mur de l'Atlantique est bien trop gardé, mais en traversant la France occupée depuis Bruxelles jusqu'en Espagne en franchissant les Pyrénées. Arnold Deppé connait bien la région pour y avoir travaillé dix ans, tandis qu'il était ingénieur du son à Bayonne pour Gaumont. Il y a gardé de nombreux contacts. La ligne naissante est baptisée "DDD" pour Deppé-Debliqui-De Jongh.
Le lendemain, 9 avril 1941, Henri Debliqui, dénoncé par un traitre infiltré, Prosper Dezitter, est arrêté de même qu'Arnold Deppé, logeant chez lui, qui est longuement interrogé par la Gestapo, mais ce dernier, faute de preuve, est relâché. Henri Debliqui aura moins de chance. Il sera déporté et fusillé à la prison de Tegel à Reinickendorf, au nord-est de Berlin. Arnold Deppé décide alors de se faire un temps discret et part quelques semaines dans la région de Brest.
À son retour à Bruxelles, il rencontre Andrée à leur lieu habituel, le Parvis de Saint-Gilles. Leur motivation pour mettre au point une filière d'exfiltration vers l'Angleterre est intacte. Arnold rencontre Jean Apper, un cadre de la Société générale de Belgique qui lui fournit l'adresse d'une famille de résistants belges installée à Anglet, les De Greef.
Le 4 juin 1941, Andrée De Jongh, confie aux Maréchal deux Français évadés des camps allemands, Charles Morelle de Valenciennes et Henri Bridier, originaire du Puy-de-Dôme. Arnold et Andrée décident qu'ils accompagneront Arnold pour son voyage de reconnaissance vers les Pyrénées. Le 7 juin, Andrée leur apporte de faux-papiers et, deux jours plus tard, le 9 juin 1941, Georges Maréchal les conduit à la gare de Bruxelles-Midi où les attend Arnold. À son retour, Arnold est rayonnant. La filière est établie, des contacts ont été pris avec les De Greef et des passeurs basques pour le franchissement des Pyrénées. Pour ce qui est de la frontière franco-belge, elle se franchit assez aisément en raison du fait que c'est la même administration militaire qui régit la Belgique et le Nord de la France. En revanche, pour entrer en France occupée, c'est une autre histoire ; aussi, les groupes franchiront la Somme en barque.

Itinéraires employés par la ligne Comète pour franchir les Pyrénées.

#### La «Ligne DD»
Le 15 juillet 1941, Andrée et Arnold empruntent pour la première fois ensemble la « ligne DD » (pour Deppé-De Jongh) avec un groupe de onze candidats à l'évasion, des hommes et des femmes, tous belges. Andrée en a financé le coût en vendant ses bijoux et en empruntant à des amis.
La première difficulté réelle est le passage de la Somme. En effet, arrivés sur place, Andrée et Arnold constatent qu'il n'y a pas de barque. Ils doivent donc la traverser à la nage. Certains ne savent pas nager et doivent être transbordés sur une grosse chambre à air trouvée dans une ferme voisine.
Ils les guident ainsi jusqu'à la « Villa Voisin » des De Greef à Anglet où ils sont confiés à des passeurs. Andrée De Jongh et Arnold Deppé effectuent quant à eux le chemin inverse pour rentrer à Bruxelles. Ce fut un échec, la plupart des hommes sont arrêtés par la guardia civil Franquiste, certains sont remis aux allemands, d'autres sont détenus au camp de Miranda de Ebro. Le constat est amer, il faudra désormais veiller à les acheminer jusqu'en lieu sûr : le consulat britannique à Bilbao,,.
En août 1941, Andrée et Arnold font un second voyage, en deux groupes. Arnold est arrêté en France, mais Andrée passe, traverse les Pyrénées avec son groupe, et se présente au consulat britannique de Bilbao pour demander de l'aide pour son réseau. En effet, elle a appris que le groupe précédent a été intercepté en Espagne, que les soldats ont été internés, et se rend compte que sa filière doit avoir en Espagne un point de chute d'où les services britanniques emmèneront les évadés à Gibraltar, puis en Angleterre.
Après trois semaines d'hésitation, les Britanniques décident de faire confiance au petit cyclone — comme on surnommait Andrée pour sa capacité à tout emporter sur son passage. Avec ce soutien et l'aide des résistants locaux, elle met en place la « ligne DD », rebaptisée plus tard « ligne Comète ». La ligne, qui comptera jusqu'à 3 000 membres, traverse, en partant de Bruxelles, la France puis les Pyrénées jusqu'au consulat britannique de Bilbao, qui s'occupe ensuite du transport à Gibraltar. De 1941 à la Libération, la filière permet de faire évader environ 800 volontaires de guerre, résistants brûlés et soldats alliés, dont 288 aviateurs rapatriés et 250 autres cachés après le débarquement, et Andrée a accompagné personnellement lors de leur voyage 78 d'entre eux parmi les 118 exfiltrés par la ligne durant cette période.

#### Arrestation et déportation
« Dédée » est dénoncée par un valet de ferme voisin de Bidegain Berri, Donato Errasti (eu), et capturée le 15 janvier 1943 alors qu'elle s'apprête à traverser les Pyrénées avec un groupe d'aviateurs. D'abord emprisonnée à Bayonne, puis au Fort du Hâ et à Biarritz, elle est transférée à la maison d'arrêt de Fresnes le 27 mars 1943. Andrée avoue qu'elle est la fondatrice de la ligne d'évasion, mais la Gestapo ne la croit pas. Elle est envoyée à la prison de Saint-Gilles et déportée en Allemagne en juillet 1943. Elle y est internée dans plusieurs prisons, puis dans les camps de concentration de Ravensbrück et de Mauthausen, d'où elle est libérée par la Croix-Rouge internationale le 22 avril 1945.
Quant à son père, Frédéric (connu dans le milieu de la résistance sous le pseudonyme de « Paul »), il est capturé à Paris en juin 1943 et fusillé au mont Valérien le 28 mars 1944. La filière sera alors dirigée par Jean-François Nothomb (sous le pseudonyme de « Franco ») qui sera aussi arrêté le 18 janvier 1944 puis déporté.

### Après guerre
Après la guerre, elle entame des études d'infirmière. En 1954, elle part soigner les lépreux au Congo belge puis au Cameroun, à Addis-Abeba en Éthiopie et enfin à Dakar au Sénégal avant de revenir en Belgique en 1981.

#### Décès
Elle décède le 13 octobre 2007 aux Cliniques universitaires Saint-Luc à Woluwe-Saint-Lambert. Les funérailles ont lieu le 19 octobre suivant à l'église abbatiale de la Cambre et l'inhumation, le même jour, dans le caveau familial du cimetière de Schaerbeek (parcelle 23 – pelouse 17).

## Décorations

### Décorations belges
- Officier de l'ordre de Léopold avec palme ;
- Croix de guerre belge 1940-1945 avec palme ;
- Médaille de la résistance armée 1940-1945 ;
- Médaille commémorative de la guerre 1940-1945 ;
- Croix du prisonnier politique 1940-1945 ;
- Nommée au grade de lieutenant-colonel (ARA) ;
- Anoblie avec titre de comtesse par le roi Baudouin en 1985 ;
- Docteur honoris causa de l'université catholique de Louvain.

### Décorations étrangères
- Médaille de la Liberté avec palme d'or (États-Unis) ;
- Médaille de George (1946) (Royaume-Uni) ;
- Chevalier de la Légion d'honneur (France) ;
- Médaille de la Résistance française (décret du 31 mars 1947) (France) ;
- Diplôme des Forces françaises combattantes.

## Hommages
- Une plaque commémorative est apposée sur sa maison natale du 73 de l'avenue avenue Émile Verhaeren à Schaerbeek et un stolperstein y est posé en 2023[14]
- Yann au scénario et Olivier Schwartz au dessin mettent en scène Andrée De Jongh à la page 39 de leur album de bande dessinée Le Groom vert-de-gris (une aventure de Spirou et Fantasio).
- Elle est choisie comme marraine de la 148e promotion « Sciences sociales et militaires » (SSMW) de l'École royale militaire belge.
- Andrée est un des personnage principal de la bande dessinée "le réseau comète"[15] qui raconte l'évasion des pilotes alliés par le réseau dédé, centré sur le passage de la frontière espagnole par le pays basque.

Avec la Française Marie-Madeleine Fourcade, elle est l’une des très rares femmes chefs de réseau de résistance.

### Filmographie
- La ligne d'évasion Comète : Andrée De Jongh et Nadine Dumon, André Bossuroy, 2023
- Lurre Telleria et Enara Goikoetxea, « Le dernier passage », 2010, Sélection au festival du film de San Sebastian